# Melchor de Navarrete
Melchor de Navarrete y Bujanda (17 de enero de 1693-28 de agosto de 1761) fue un militar y político español que se desempeñó en el siglo XVIII como gobernador de Yucatán (1752-1758), gobernador de la península de la Florida (1749-1752) y gobernador de Cartagena de Indias, (1739-1740). Fue mariscal de campo que prestó servicios prolongados a la corona española durante el reinado de Fernando VI, en la milicia, en la administración civil y en cargos políticos relevantes.

## Datos biográficos
Fue hijo del alcalde de Briones Francisco de Navarrete y de Josefa Bujanda y Bañuelos. Sus hermanos fueron Javier y Teresa de Navarrete y Bujanda.
Melchor de Navarrete inició su carrera militar en La Rioja. Alcanzó el rango de mariscal de campo. El 1 de febrero de 1736 se estableció en Cartagena de Indias como Teniente de Rey. Un poco después, en 1739, debido a la muerte súbita del gobernador Pedro Hidalgo, Melchor de Navarrete fue designado gobernador sustituto. Tuvo la responsabilidad de los asuntos administrativos y del suministro de víveres a la ciudad. Mientras tanto, el almirante Blas de Lezo se encargó de los aspectos militares. En 1740, le fue otorgada la Orden de Santiago y fue nombrado mariscal de campo del ejército real español.
Coadyuvó en la defensa del puerto de Cartagena en la que la flota española derrotó a la británica comandada por el almirante Edward Vernon. Este ataque fue parte del conflicto bélico denominado Guerra del Asiento (1739 a 1748), en el que se enfrentaron las flotas y tropas coloniales de Gran Bretaña y de España (a la que auxilió Francia enviando una flota de guerra) destacadas en el área del Caribe.
El 8 de agosto de 1749 fue nombrado gobernador de la Florida. Melchor de Navarrete dejó el cargo en julio de 1752 para asumir la Capitanía general y gubernatura de Yucatán. Ese mismo año recibió la Orden de Santiago y viajó a Mérida, la capital provincial yucateca.
Durante su gestión en Yucatán se suscitaron problemas que ya habían ocurrido antes, con la cuestión relativa al trabajo forzoso de los indígenas mayas de la península, que eran exaccionados por los encomenderos obligándolos a producir (tejidos de algodón o patíes) para pagar tributos y obvenciones. Navarrete defendió la postura de los dueños de las encomiendas e hizo declarar por la fuerza y por escrito a los jefes mayas que no eran obligados a tales prácticas. Esta declaración fue remitida al Consejo de Indias y el rey Fernando VI se dio por satisfecho con ella, con lo que las injusticias hacia los indígenas continuaron.
Siendo gobernador de Yucatán, autorizó la construcción de un polvorín en el puerto de Campeche que fue concluido en 1758. Concluyó su servicio en Yucatán ese mismo año de 1758 y regresó a Cartagena de Indias, donde falleció en 1761 a los 68 años de edad.